# Astragalus typhoideus
Astragalus typhoideus är en ärtväxtart som beskrevs av Maassoumi. Astragalus typhoideus ingår i släktet vedlar, och familjen ärtväxter. Inga underarter finns listade i Catalogue of Life.